# Phacidina
Phacidina är ett släkte av svampar. Enligt Catalogue of Life ingår Phacidina i familjen Leptopeltidaceae, ordningen Microthyriales, klassen Dothideomycetes, divisionen sporsäcksvampar och riket svampar, men enligt Dyntaxa är tillhörigheten istället familjen Leptopeltidaceae, klassen Dothideomycetes, divisionen sporsäcksvampar och riket svampar.
|           | Leptopeltis                          |
|           |                                      |
|           | Ronnigeria                           |
|           |                                      |
|           | Nannfeldtia                          |
|           |                                      |
|           | Leptopeltopsis                       |
|           |                                      |
|           | Dothiopeltis                         |
|           |                                      |
|           | Staibia                              |
|           |                                      |
| Phacidina | \| \| Phacidina gracilis \| \| \| \| |
|           | \| \| Phacidina gracilis \| \| \| \| |
|           | Phacidina gracilis                   |
|           |                                      |

|  | Phacidina gracilis |
|  |                    |